# Guds kärlek färdas här
Guds kärlek färdas här är en psalm med text skriven 1992–1993 och bearbetad 1993 av biskopen Jonas Jonson. Musiken är skriven 1992 av tonsättaren Fredrik Sixten.

## Publicerad i
- Psalmer i 90-talet som nummer 895 under rubriken "Tillsammans på jorden: Fred, rättvisa och solidaritet".[1]
- Verbums psalmbokstillägg 2003 som nummer 733 under rubriken "Vittnesbörd - tjänst - mission".[1]